# Assoc
assoc – polecenie służące do wyświetlania lub modyfikacji skojarzeń rozszerzeń plików, czyli mówiąc prościej pozwala sprawdzić, jaka aplikacja otwiera pliki o danym rozszerzeniu. Polecenie to należy wpisać w wierszu poleceń systemu Windows. Zazwyczaj jest nim cmd.exe, ale może też być command.com. PowerShell tego polecenia nie obsługuje.

## Sposób użycia
Aby wyświetlić wszystkie rozszerzenia, trzeba wpisać:
```
assoc | more
```

Aby sprawdzić, jaki program otwiera pliki mp3, należy wpisać:
```
assoc.mp3
```

Wyświetli (w zależności od skojarzonego programu – w tym wypadku Windows Media Player 11)
```
.mp3=WMP11.AssocFile.MP3
```

Aby usunąć skojarzenie do pliku, należy wpisać
```
assoc.mp3=
```

Za symbolem równości musi być spacja.